# کوین بودین
کوین بودین (انگلیسی: Kévin Bodin؛ زادهٔ ۳۰ مارس ۱۹۸۷) بازیکن فوتبال اهل فرانسه است که در پست مدافع بازی می‌کند.
از باشگاه‌هایی که در آن بازی کرده‌است می‌توان به باشگاه فوتبال گنگام اشاره کرد.